# Sahara (singel Slasha)
Sahara – pierwszy singiel brytyjskiego muzyka rockowego Slasha z jego debiutanckiego albumu Slash. Został wydany tylko w Japonii 11 listopada 2009 jako pierwszy singiel solowy artysty. Tekst utworu stworzył Koshi Inaba, a jego produkcją zajął się Eric Valentine.
Singiel został nagrodzony przez japoński przemysł fonograficzny, po raz pierwszy w tym kraju od dwudziestu lat. Piosenka została nagrana z tekstami w języku angielskim, i jest dostępna na iTunes tylko jako bonus na japońskiej i kanadyjskiej wersji albumu.